# Phalacrocorax
Phalacrocorax là một chi chim trong họ Phalacrocoracidae.

## Các loài
Chi Phalacrocorax gồm 42 loài  [

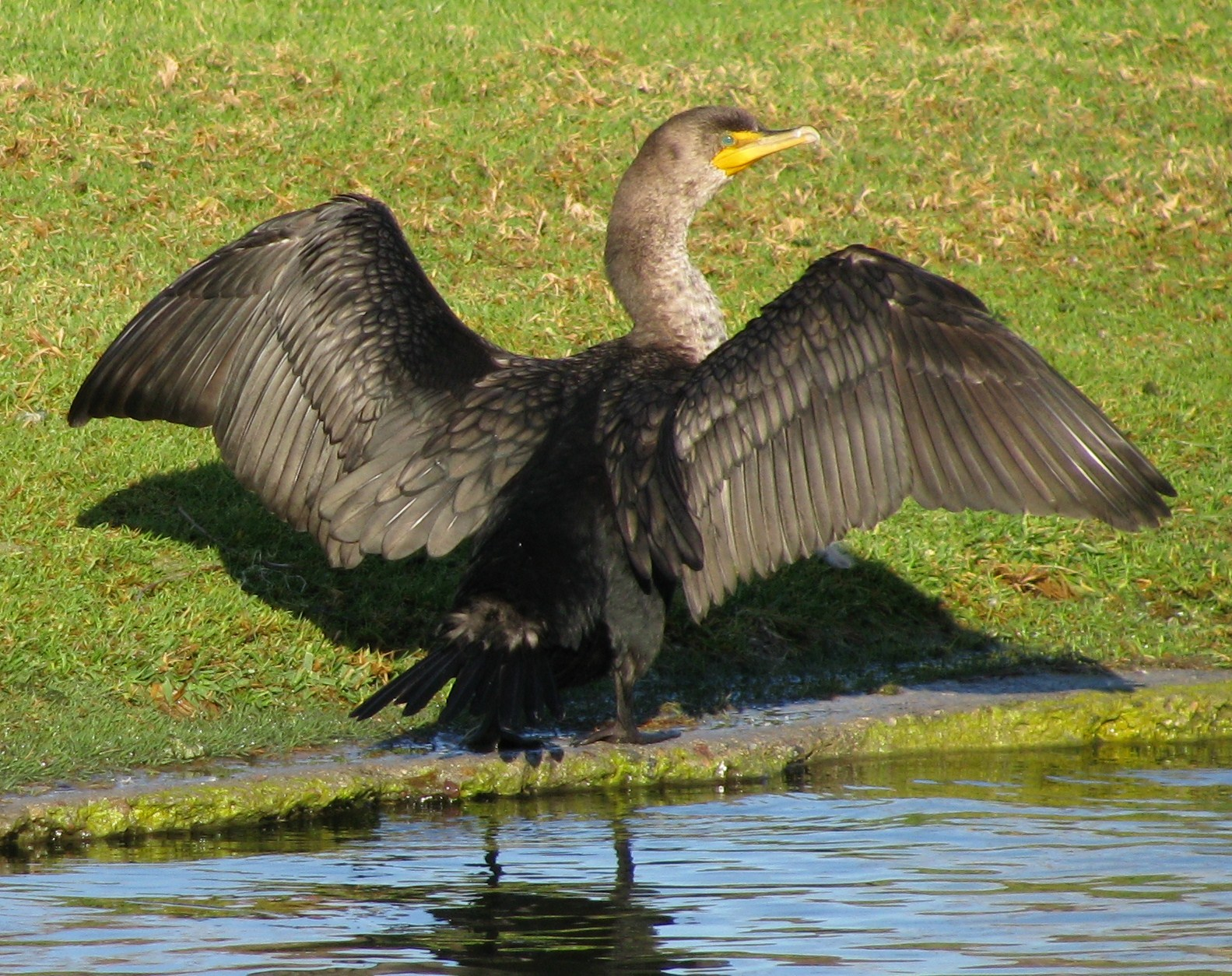
Phalacrocorax auritus

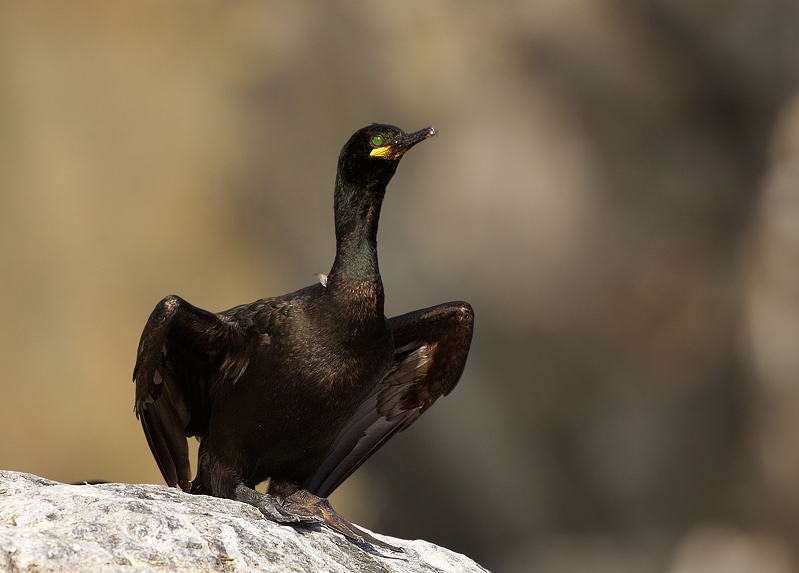
Phalacrocorax aristotelis

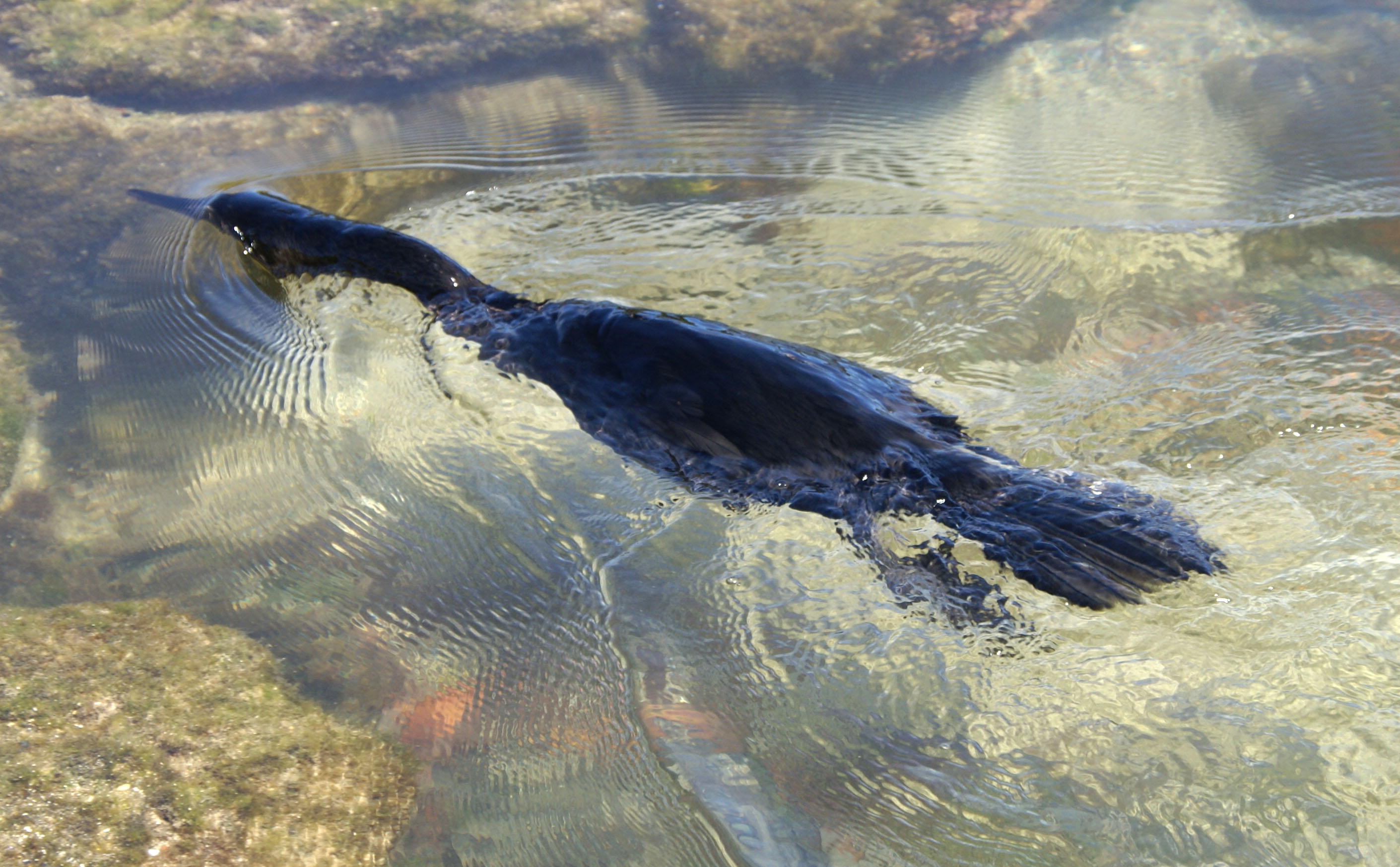
Phalacrocorax harrisi

- Phalacrocorax africanus (syn. Microcarbo africanus)
- Phalacrocorax aristotelis
- Phalacrocorax atriceps
- Phalacrocorax auritus
- Phalacrocorax bougainvillii (syn. Leucocarbo bougainvillii)
- Phalacrocorax bransfieldensis
- Phalacrocorax brasilianus (syn. Phalacrocorax brasilianus, Phalacrocorax olivaceus)
- Phalacrocorax campbelli
- Phalacrocorax capensis
- Phalacrocorax capillatus
- Phalacrocorax carbo - Cốc đế
- Phalacrocorax carunculatus
- Phalacrocorax chalconotus
- Phalacrocorax colensoi
- Phalacrocorax coronatus (syn. Microcarbo coronatus)
- Phalacrocorax featherstoni
- Phalacrocorax fuscescens
- Phalacrocorax fuscicollis: Cốc đế nhỏ
- Phalacrocorax gaimardi
- Phalacrocorax georgianus
- Phalacrocorax harrisi
- Phalacrocorax magellanicus
- Phalacrocorax melanogenis
- Phalacrocorax melanoleucos (syn. Microcarbo melanoleucos)
- Phalacrocorax neglectus
- Phalacrocorax niger - Cốc đen
- Phalacrocorax nigrogularis
- Phalacrocorax nivalis
- Phalacrocorax onslowi
- Phalacrocorax pelagicus
- Phalacrocorax penicillatus
- Phalacrocorax perspicillatus
- Phalacrocorax punctatus
- Phalacrocorax purpurascens
- Phalacrocorax pygmaeus (syn. Microcarbo pygmaeus)
- Phalacrocorax ranfurlyi
- Phalacrocorax sulcirostris
- Phalacrocorax urile
- Phalacrocorax varius
- Phalacrocorax verrucosus